# Междущатска магистрала 65
Междущатска магистрала 65 (Interstate 65, съкратено I-65) е междущатска магистрала в САЩ. Общата дължина е 887,3 мили (1427,97 км). Преминава през четири щата.
| Щат     | мили   | км      |
| ------- | ------ | ------- |
| Алабама | 367    | 590,63  |
| Тенеси  | 121,71 | 195,87  |
| Кентъки | 137,32 | 221     |
| Индиана | 261,27 | 420,47  |
| Общо    | 887,3  | 1427,97 |

|  | Тази страница частично или изцяло представлява превод на страницата Interstate 65 в Уикипедия на английски. Оригиналният текст, както и този превод, са защитени от Лиценза „Криейтив Комънс – Признание – Споделяне на споделеното“, а за съдържание, създадено преди юни 2009 година – от Лиценза за свободна документация на ГНУ. Прегледайте историята на редакциите на оригиналната страница, както и на преводната страница, за да видите списъка на съавторите. ВАЖНО: Този шаблон се отнася единствено до авторските права върху съдържанието на статията. Добавянето му не отменя изискването да се посочват конкретни източници на твърденията, които да бъдат благонадеждни. |